# NGC 773
NGC 773 est une galaxie spirale (intermédiaire ?) située dans la constellation de la Baleine. NGC 773 a été découverte par l'astronome germano-britannique William Herschel en 1785.

## Caractéristiques
Sa vitesse par rapport au fond diffus cosmologique est de 5 172 ± 32 km/s, ce qui correspond à une distance de Hubble de 76,3 ± 5,4 Mpc (∼249 millions d'al).
La classe de luminosité de NGC 770 est I et c'est aussi est une galaxie LINER, c'est-à-dire une galaxie dont le noyau présente un spectre d'émission caractérisé par de larges raies d'atomes faiblement ionisés,.